# Audi RS4
O RS4 é uma versão superesportiva do Audi A4, situando-se acima do Audi S4.
 O Audi RS4 é um superesportivo de honra, com seu potente motor V8 4.2 e injeção FSI faz de 0-100 em 4.8 segundos, e o velocímetro no painel marca a capacidade de 410 km por hora.

## Galeria
- Primeira geração (1999-2001)
- Segunda geração (2006-2008)
- Terceira geração (2012-2015)
- Quarta geração (2018-presente)